# Davide Boni
Davide Boni (Milano, 19 settembre 1962) è un politico italiano.

## Biografia
Nato a Milano, ha conseguito il diploma di perito industriale e ha svolto l'attività di amministratore unico dal 1980 al 1993 presso un'azienda di commercio alimentare a Mantova. È sposato con due figli, attualmente è Amministratore Unico di Heggy Srl società di servizi.

## Attività politica
Davide Boni ha intrapreso l'attività politica con la sinistra all'istituto Feltrinelli di Milano fino ai 16 anni , poi con la destra Movimento Sociale Italiano nel 1983, ma non partecipa alla politica attiva e non rinnova nel 1984. Nel 1990 si iscrive alla Lega Lombarda.
È stato eletto nelle liste della Lega Nord nel consiglio provinciale di Mantova, divenendone capogruppo, e come consigliere comunale a Borgoforte; in seguito, è stato eletto come presidente della provincia di Mantova dal 1993 al 1997. Si ricandidò nel 1997, sostenuto dalla sola Lega Nord, arrivando al terzo posto con una percentuale del 24.1%. Fu superato da Augusto Manerba, che era sostenuto da una coalizione di liste di centrodestra, che raggiunse la percentuale del 41.9% e da Tiziana Gualtieri, sostenuta dalla coalizione di liste di partiti che facevano riferimento al centrosinistra, che ottenne la percentuale del 58.1% e fu eletta presidente al ballottaggio, in mancanza di apparentamento fra la lega nord e la coalizione di centrodestra. È stato assessore provinciale con delega alle Attività produttive dal 1993 al 1995 e con delega alla Programmazione e Trasporti dal 1995 al 1997.
Negli stessi anni è stato membro del consiglio di amministrazione Azienda Porti Mantova & Cremona dal 1993 al 1997 e presidente del consorzio turistico ViviMantova dal 1994 al 1996. Ha svolto il ruolo di componente del consiglio di amministrazione del Consorzio Universitario Mantovano dal 1993 al 1995, per poi assumerne la carica di presidente dal 1995 al 1997.
All'interno della Lega Nord ha rivestito i seguenti incarichi di partito: segretario provinciale della Lega Nord di Mantova dal 1992 al 1993, responsabile nazionale enti locali padani dal 1997 al 2000, coordinatore enti locali padani federali dal 1998 al 2000 e coordinatore della segreteria politica federale dal 1999 al 2000.
Eletto nell'aprile 2000 alla carica di consigliere regionale per la circoscrizione di Milano, è stato capogruppo del gruppo consiliare "Lega Lombarda - Lega Nord –Padania" al Consiglio regionale della Lombardia e componente delle Commissioni consiliari "affari istituzionali" e "programmazione e bilancio".
Rieletto nell'assemblea regionale alle elezioni regionali del 2005, ha ricoperto l'incarico di Assessore regionale al Territorio e Urbanistica della Regione Lombardia per l'intera legislatura nella III Giunta Formigoni. Dal 2006 al 2008 ha ricoperto la carica di Presidente dell'Agenzia Interregionale per il fiume Po (A.I.PO).
Alle elezioni regionali in Lombardia del 2010 Boni è stato il più votato tra i leghisti in regione con 13.213 preferenze, aumentando il suo consenso di 2.000 unità rispetto allo scrutinio del 2005, dopo una campagna elettorale in cui spese 50.000 euro di tasca propria.
Dall'11 maggio 2010 è stato presidente del Consiglio regionale della Lombardia.
Nel luglio 2010 è stato eletto coordinatore della Conferenza dei Presidenti delle Assemblee legislative delle Regioni e delle Province Autonome.
Nel 2011 Davide Boni è stato incaricato, nella veste di vicesegretario nazionale della Lega Lombarda, di risolvere alcune questioni sorte all'interno dell'assemblea dei militanti leghisti della provincia di Pavia.
Il 17 aprile 2012 si è dimesso dalla carica di Presidente del Consiglio regionale della Lombardia.
Nel luglio 2014 è nominato commissario della sezione mantovana della Lega Nord, succedendo a Cedrik Pasetti.
Il 13 ottobre 2015 è nominato segretario provinciale della Lega Nord di Milano, sostituendo il predecessore Igor Iezzi, e viene sfiduciato da tale carica a luglio del 2017, per venir sostituito dal commissario Fabrizio Cecchetti. Viene però nominato da Gianni Fava responsabile per il referendum autonomista lombardo nella città metropolitana di Milano.
A metà 2018 lascia la Lega Nord per entrare nella formazione federalista Grande Nord di Roberto Bernardelli e Marco Reguzzoni.
Alle elezioni regionali in Lombardia del 2023 si candida nella lista civica Letizia Moratti Presidente. raccogliendo 361 preferenze e risultando undicesimo dei non eletti.

## Procedimenti giudiziari
Il 6 marzo 2012 è stato iscritto nel registro degli indagati, aperto dal procuratore aggiunto di Milano per corruzione, assieme al suo portavoce Dario Ghezzi (che si è subito dimesso). Boni è stato chiamato in causa dall'architetto Michele Ugliola, già noto alle cronache nel caso dell'ex Assessore del Comune di Milano, Terzi e già inquisito per le tangenti al comune di Cassano d'Adda, da cui è partito quest'altro filone di indagine. Boni è stato il quarto indagato dei cinque membri dell'ufficio di presidenza del consiglio regionale lombardo, dopo Filippo Penati, Franco Nicoli Cristiani e Massimo Ponzoni, eletti nel 2010. Il 20 febbraio 2014 viene chiesta l'archiviazione del caso corruzione in quanto «gli accertamenti disposti hanno fornito riscontri, nella maggior parte dei casi, inconciliabili con i fatti esposti».
Il 10 ottobre 2012 Boni è stato indagato per peculato e truffa aggravata dalla Procura di Milano per cene e altre spese ingiustificate come rappresentanza a carico dei gruppi regionali PdL-Lega tra il 2008 e il 2012 nell'ambito di un'indagine che ha portato la Guardia di Finanza nella sede della Regione Lombardia. In data 18 gennaio 2019 il Tribunale di Milano assolve in primo grado Davide Boni, che risulta uno dei 5 assolti sul totale dei 57 indagati.